# Código Áureo de São Emeram

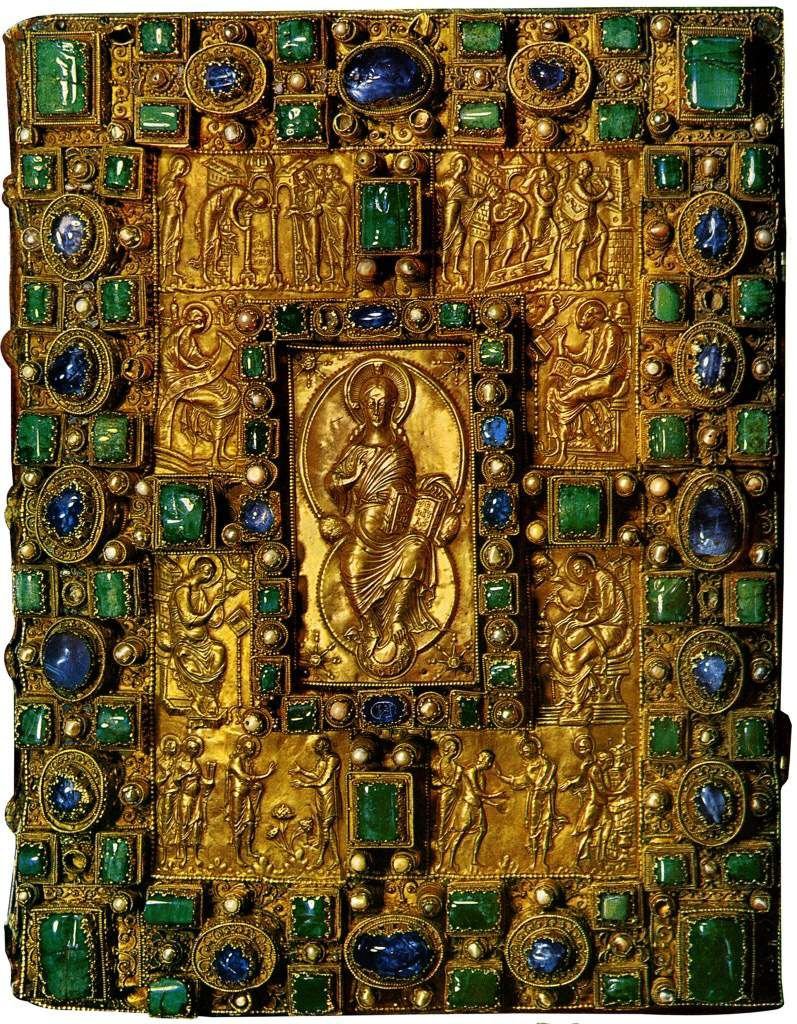
Capa do Código Áureo de São Emeram.

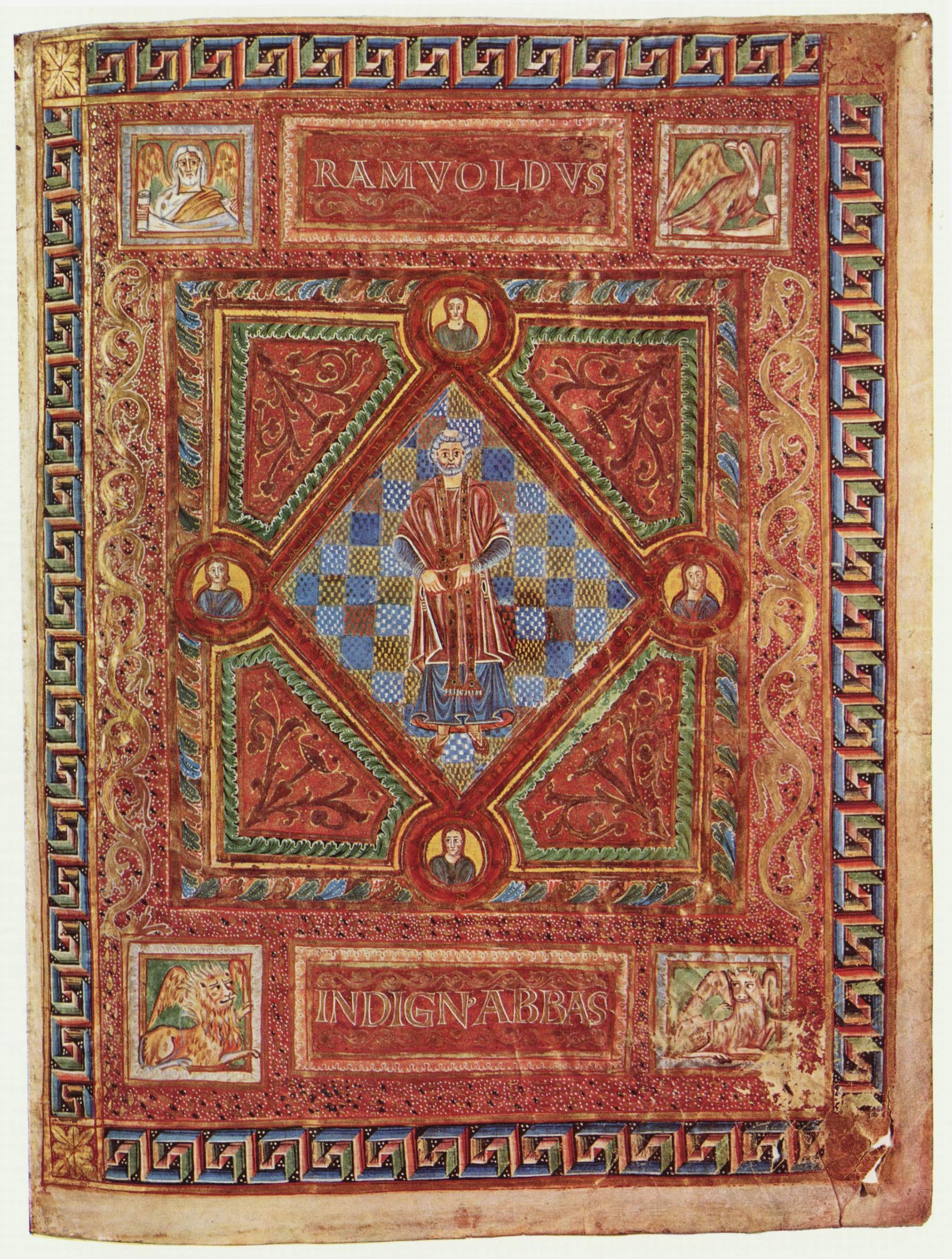
Página com retrato do do abade Adalperto.

O Código Áureo de São Emeram ou Codex Aureus de São Emeram (Munique, Biblioteca Estadual da Baviera, Clm. 4000) é um evangeliário iluminado do século IX nomeado em homenagem a Emeram de Ratisbona. Datado precisamente de 870, o código é um importante exemplo da arte carolíngia, tendo ele uma das poucas capas tesouro sobreviventes desta data. A capa superior dos Evangelhos Lindau é provavelmente um produto da mesma oficina, embora haja diferenças de estilo. Esta oficina é associada com o sacro imperador romano Carlos, o Calvo (r. 840-877). e muitas vezes chamou-se "Escola do Palácio". Sua localizada (se fosse fixa) permanece incerta e muito discutida, embora a basílica de Saint-Denis seja uma importante possibilidade. O Cibório de Arnulfo (um cibório arquitetônico em miniatura e não o recipiente para hóstias), agora na Residência de Munique, é a terceira grande obra no grupo, junto com a moldura de um antigo prato de serpentina no Louvre. Estudiosos recentes tendem a agrupar os Evangelhos Lindau e o Cibório de Arnulfo em relações próximas um ao outro do que com o Código Áureo.

## História
Foi produzido para o sacro imperador romano Carlos, o Calvo em 870 no Escola do Palácio. Não se sabe ao certo onde a Escola do Palácio estava localizada (após sua antiga residência na Abadia de São Martinho, em Tours, ser destruída em 853), mas provavelmente foi transferida para a Basílica de São Denis, fora de Paris, no tempo da produção do Código Áureo. Carlos deu-o a Arnulfo da Caríntia. As fontes do século XI expõem que foi produzido em 893 e dado ao imperador Arnulfo da Caríntia, que por sua vez entregou para a Abadia de são Emeram, então sob o abade Tuto. Na secularização de 1811 foi fado para a Biblioteca Estadual da Baviera em Munique (referência de catálogo Clm 14000).

## Conteúdo
Foi escrito pelos monges Liutardo e Beringário. Quatro das miniaturas de página inteira mostram os quatro evangelistas, Carlos, o Calvo entronado, a Adoração do Cordeiro e um Cristo em Majestade. Também inclui 12 cânones eusebianos, 10 iniciais iluminadas e incipit. O texto está escrito em letras unciais de ouro, com cada página enquadrada. Mede 420 mm por 330 mm e tem 126 pergaminhos de papel velino.
Durante a época carolíngia, o rei Carlos Magno (r. 768-814) acreditou nos poderes espirituais das pedras preciosas e minerais, e suas conexões mágicas com o Céu. Ele acreditou que as safiras simbolizavam uma imagem do Céu, as virtudes celestiais, e vida eterna. Carlos Magno passou seu interesse nas qualidades espirituais das pedras preciosas para seu neto, Carlos, o Calvo, que ordenou que o Código Áureo e os Evangelhos Lindau fossem escritos em 870. Os artesãos criaram as capas com ouro e decoraram com esmeraldas, safiras, rubis, granadas, ágatas e pérolas. O padrão do trabalho é extremamente refinado, com cada uma das gemas em uma configuração que se ergue a partir do plano e está decorado com detalhes finos. As "garras" segurando as pedras no lugar são minuciosamente formadas com folhas de acanto; exemplos mais antigos de metais trabalhados com joias geralmente usavam o plano de montagem do tipo "garra". No centro da capa aparece Cristo em Majestade, em relevo repoussé, sentado no globo do mundo e segurando no colo um livro inscrito com as palavras.
| “ | «Sou o caminho, e a verdade, e a vida. Ninguém vem ao Pai, senão por mim.» (João 14:6) | ” |

A inclusão desta inscrição novamente identifica o Evangeliário com Cristo. Os versos fazem igual sentido se lemos como Cristo ou como o Evangeliário. Circundando cristo uma moldura de quatro retratos dos evangelistas sentados, havendo acima ou abaixo de cada um deles uma cena do Evangelho deles. Lendo do topo esquerdo, no sentido horário, eles são: Cristo e as mulheres adúlteras, Expulsão dos vendilhões do Templo, Cura do cego e Cura do leproso.

## Galeria

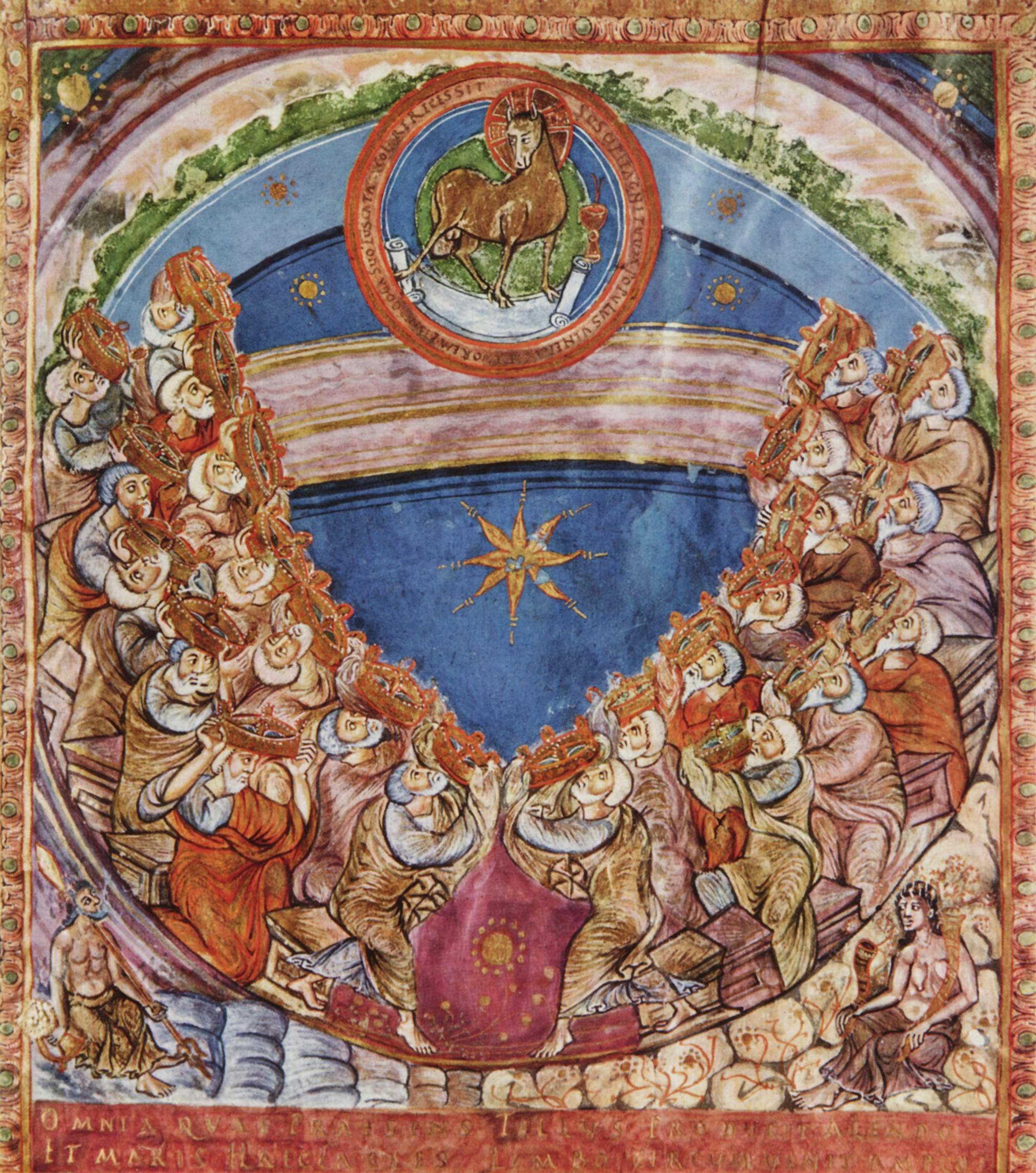
A Adoração do Cordeiro.
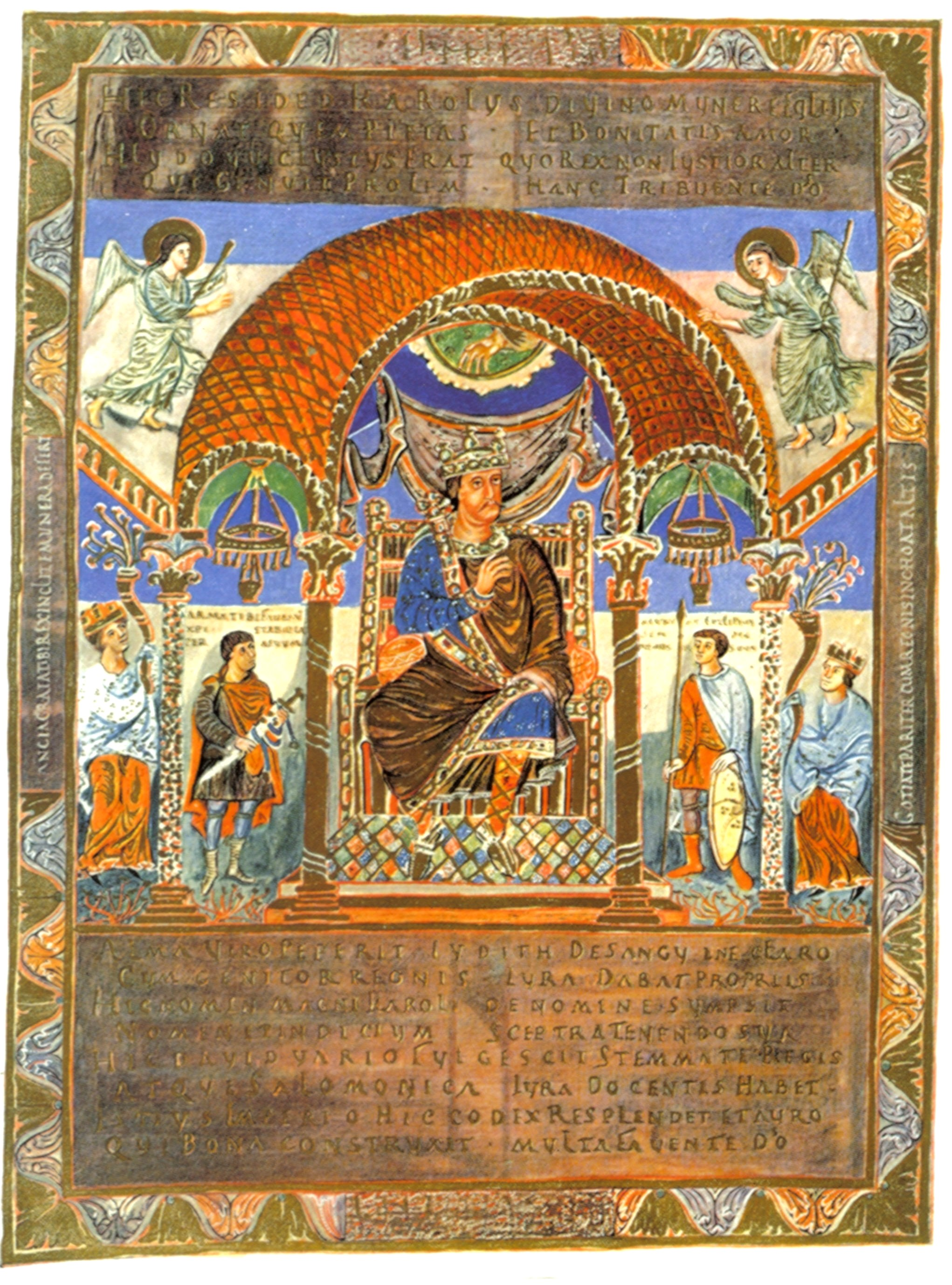
Carlos, o Calvo.